# Ġgantija
A Ġgantija egy kőkori megalitikus ikertemplom romja a máltai Gozo szigetén, Xagħra község határában. Nevének jelentése "az óriásnőtől származó". A Máltán található hasonló templomok közül a Ġgantija déli temploma volt az első, és ez a világ legidősebb szabadon álló emberi építménye.[forrás?] Az évezredekig eltemetett templomot az 1770-es években találták meg újra. Ma az UNESCO Világörökség része több más templommal együtt Málta megalitikus templomai néven.

## Története

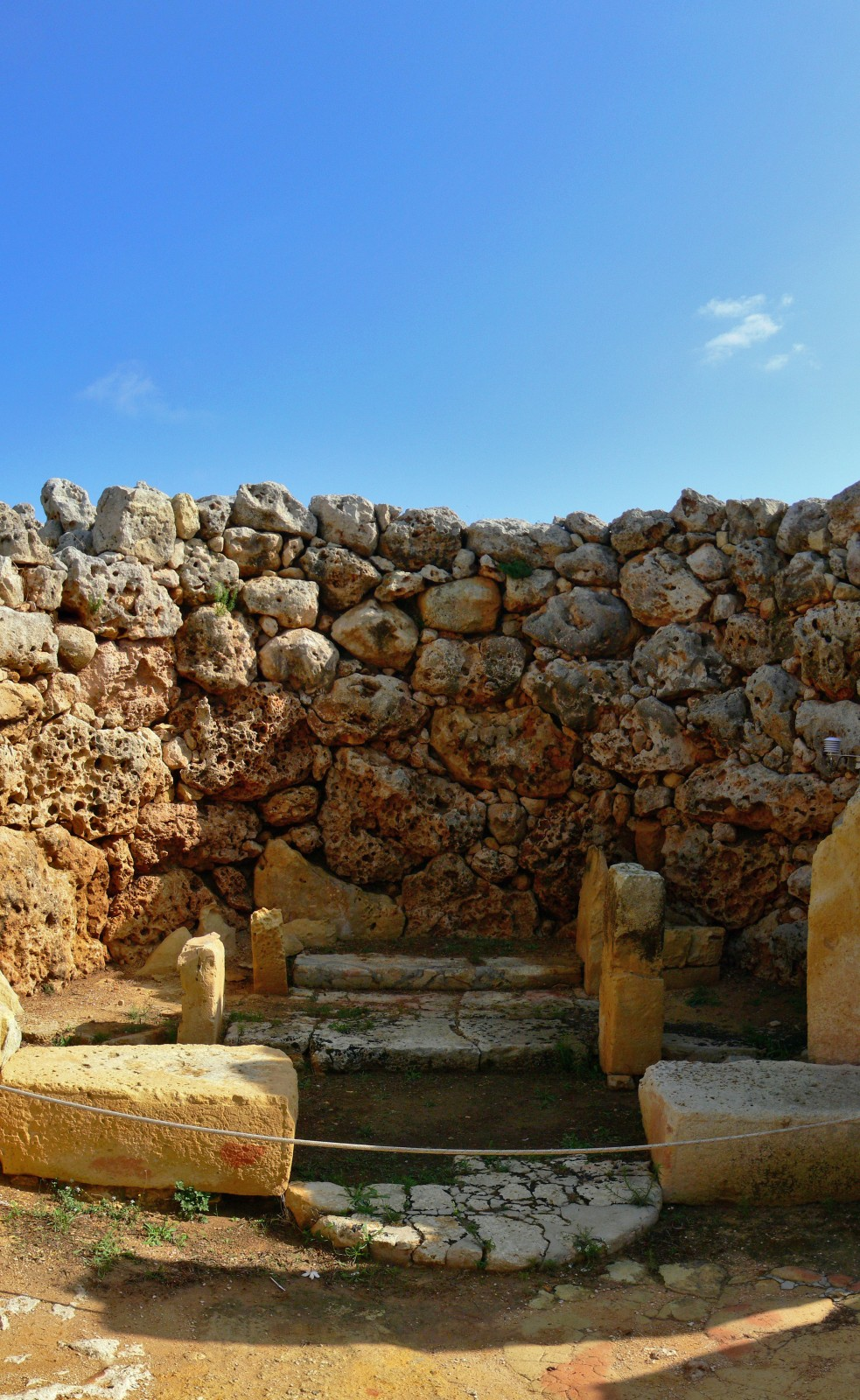
A külső jobb oldali apszis

A helyi hagyomány szerint egy óriásnő, Sansunna (a névben a bibliai Sámson neve ismerhető fel) építette, innen ered a komplexum neve (ġgant jelentése óriás). Figyelembe véve, hogy a kerék feltalálását megelőzően épült a templom és egyes kövei elérik az 50 tonnát is, a közhiedelem úgy tartja, hogy óriások építették azt.
Málta első lakóinak kulturális fellendülése Kr. e. 4000 körül kezdődött, és 3600 körül a Ġgantija építésével megkezdődött templomépítésekben csúcsosodott ki. Ennek első fázisát a templomról Ġgantija-fázisnak is nevezik (Kr. e. 3600 - 3300/3000). A templomok előfutárai lehettek azok az alaprajzukban hasonló föld alatti építmények, amelyeket a gozói Żebbuġ és Xemxija mellett tártak fel, és amelyeknek legismertebb példája Malta szigetén a Ħal Saflieni-i hipogeum. Ebből a fázisból mintegy tizenkét templom maradványai ismertek, de ennél több is épülhetett. A templomok korallmészkőből épültek, belülről különböző módon díszítették és oltárokkal látták el őket. Eredetileg fedettek voltak, ám a tetőszerkezet anyagáról és formájáról nagyon eltérő elképzelések vannak. A kisebb templomok három ívből, a nagyobbak 5 ívből állnak.
A templomok építése jelentős társadalmi átalakulásokat jelez: elkezdődött a rétegződés, a hierarchia létrejötte, és kivált egy nagyobb hatalommal bíró csoport, amely az építkezéshez szükséges forrásokat, munkaerőt kézben tudta tartani. A templomok egyértelműen tanúskodnak egy szakértő kézműves-réteg létéről is. Sok szükséges információ hiányzik azonban, nincs adatunk a templomokat építő társadalom hétköznapjairól, egyetlen lakóhelyüket sem sikerült biztosan azonosítani, és nincs magyarázat a templomok véletlenszerű elhelyezkedésére sem. Születtek elméletek arról is, hogy Málta csupán a szicíliaiak "szentély-szigete" volt, ám a távolság ez ellen szól. A Ġgantija látható módon szoros kapcsolatban állt a közeli hipogeumokkal (föld alatti temetkezési hely) is. Nem messze nyugatra található egy másik, ma Santa Vernának nevezett templomrom is.
A megalit-építészet kialakulását a régészet - a legutóbbi időkig - alapvetően G. Childe neolit-forradalmi elméletére alapozott élelemtermelő társadalomfejlődési szakasznak tekintette. Napjaink régészeti kutatási eredményei - ha nem is cáfolják - árnyaltabb, a mindenkori helyi környezethez igazodó változatos társadalomfejlődési folyamatokat feltételeznek, többek közt a rituális helyszínek (mint társasági találkahelyek) létesítését és működtetését is ide sorolják (a termékeny Félhold területén most feltárt Göbekli tepe rituális kőkör-létesítményeihez hasonlóan.)
A templomok általában korallmészkő-lelőhelyek közelében épültek, ám ez még ebben az esetben is azt jelenti, hogy az építőanyagot majdnem 10 kilométerről, a tengerpart közeléből kellett felhordani a domb tetejére. A szállítást feltehetőleg gömbölyű kövekkel oldották meg, görgőnek használva azokat. Ezek közül néhány ma is ott áll a déli templom homlokzata előtt.
A templomban néhány kisebb tárgyat találtak, ezeket ma a gozói Régészeti Múzeum őrzi. Közülük az alvó (fekvő) istennő agyagfigurája a legfontosabb.

### Modern kori története
A templom romjait az 1770-es években fedezték fel, amikor a teteje kibukkant a domboldalról lemosott föld alól. 1827-ben Otto Bayer ezredes, gozói alkormányzó ásatta ki a földből, ám a kitermelt föld anélkül tűnt el, hogy átvizsgálhatták volna. 1933-ban állami kézbe vették az addig magántulajdonban lévő földet, ezután több szakszerű ásatás és felújítás zajlott a templomban. 1947-ben a templom mögött barlangot találtak, tele törmelékkel, és közte a Tarxien-fázisból származó cseréptöredékeket. 1949-ben nyitották meg a nagyközönség számára, ami újabb "felújításokkal" járt. 1980-ban az UNESCO felvette a Világörökségi listára. Mivel az időjárás és a szomszédos út forgalma jelentős károkat okozott, az utat néhány évtizede lezárták a forgalom elől, az épületet pedig átmenetileg állványzattal erősítették meg.
2011-ben a máltai tervhivatal, a MEPA engedélyezte egy fa járófelület építését a templomokban, hogy így a turisták által okozott pusztítást csökkentsék. Így lehetőség lesz a lezárt északi templom megnyitására is. Ezen kívül 15 információs táblát is elhelyeznek a területen.

## Az építmény leírása
A komplexum két templomból áll, ezek közül a déli a nagyobb és az idősebb. Belső szélességük 27 méter és 19,5 méter. Mindkettőbe hatalmas küszöbön át léphetünk be. A két templom homorú homlokzata közös, és egy kör alaprajzú térségre néz a domb szélén. A templomok díszítéséről keveset tudunk, valószínűleg festéssel díszíthették őket, valamint a falba vájt minták, spirálok és apró lyukak szolgálhattak díszítésül.
Klaus Albrecht felhívja a figyelmet a templomok alaprajzának különlegességére: bár lekerekített formában, a külső falak szabályos ötszöget rajzolnak ki, amely pontosan illeszkedik egy körre. A homorú homlokzat íve egy ezzel pontosan megegyező körre illeszkedik.

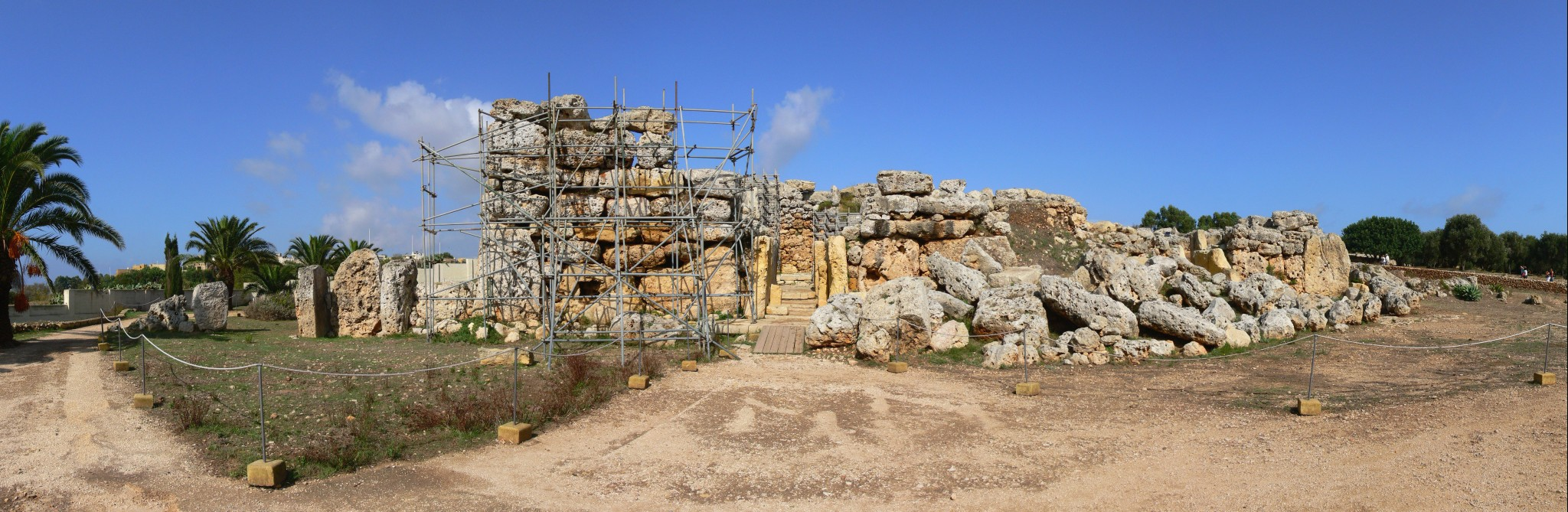
A homlokzat panorámája a déli templom tengelyéből

### A déli templom

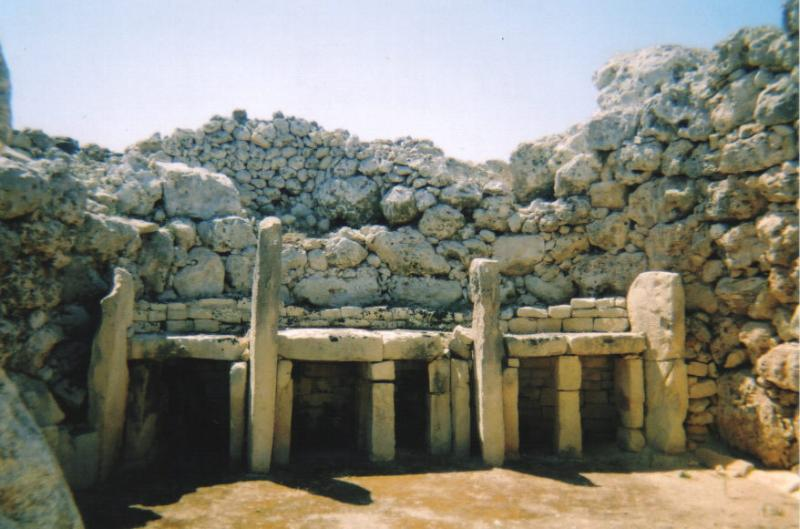
A déli templom oltára

A déli templom falai jobb állapotban vannak. A homlokzat sarka még majdnem eredeti magasságáig emelkedik, a hátsó fal is megközelíti a 6 métert. A korallmészkő kősorokból álló külső és belső falak közét törmelékkel és földdel töltötték ki. Az alaprajz a hagyományos 5 íves lóhere-alaprajz, legnagyobb helyisége 10,5 méterszer 9 méteres. A falak nyers köveit belülről agyaggal vagy vékony mészkőlapokkal fedhették el. Falaik befelé dőlnek, ez akár egy kupolaszerű tetőre is utalhat. A két külső ívben oltárok állhattak, a jobb oldaliban még látszanak az oda vezető lépcsők. A hátsó hármas ív bal oldali nyílása egy masszív épített oltárban végződik. A szemközti ívben állhatott - a tarxieni templom tanúsága alapján az istennő szobra. A jobb oldaliban tűz nyomai fedezhetők fel a kövezeten, tehát valamiféle "szent tüzet" is őrizhettek itt. Az oltáron kívül különféle fülkéket, tabernákulumokat, kővázákat, négyszögletes kémlelőnyílásokat és padlóba vájt lyukakat alakítottak ki.

### Az északi templom

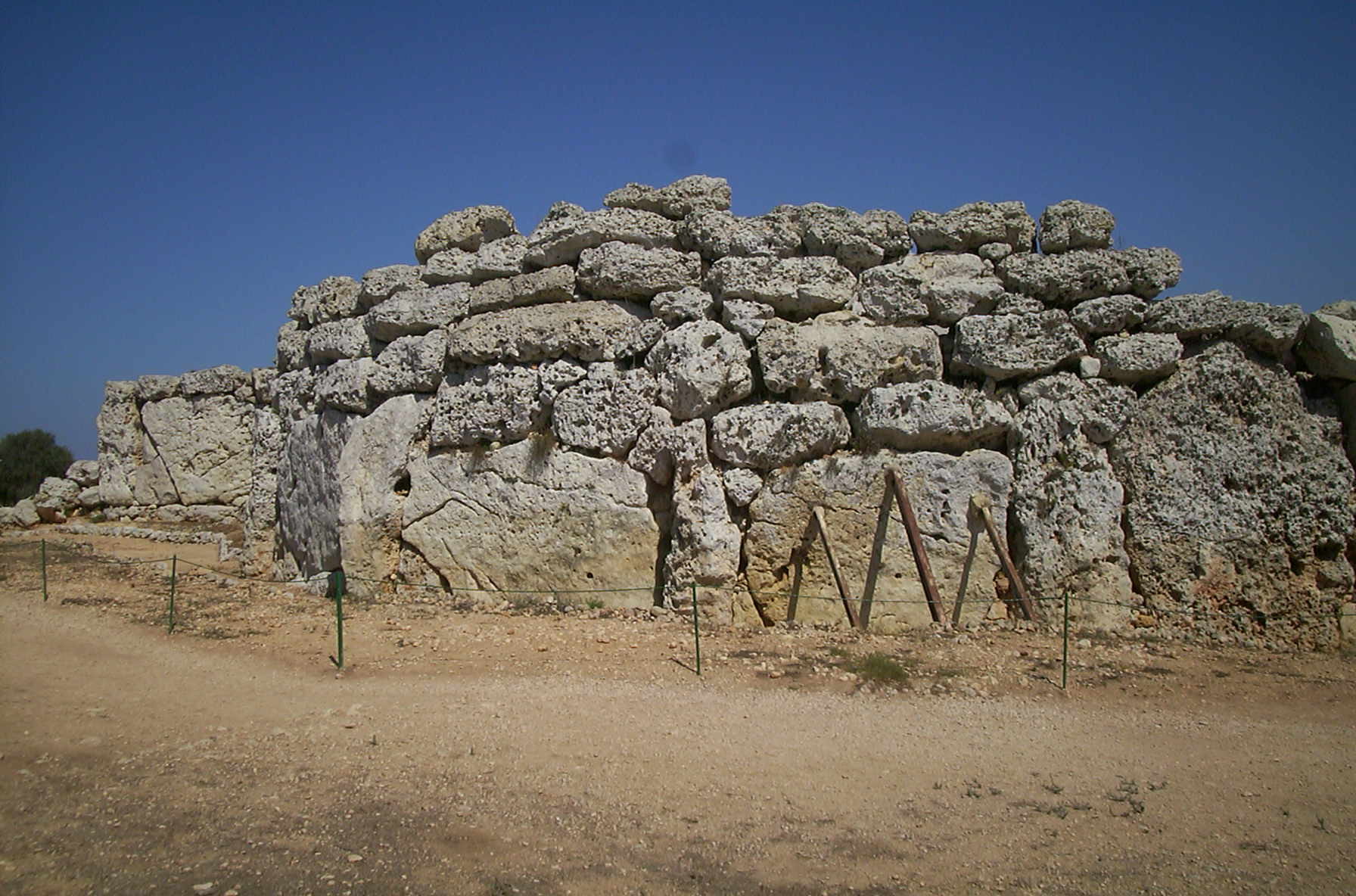
A külső fal hatalmas kövei

Felépítésében hasonlít a délihez, ellenben méretében jelentősen kisebb, és a bejárattal szemközti, ötödik ív csak fülke-méretű.

### Elrendezés
Klaus Albrecht felvetette, hogy a templomok iránya nem véletlen. Málta összes megalitikus templomát megvizsgálva azt a tendenciát fedezte fel, hogy a templomok nagy részének elrendezése a naphoz igazodik: a legtöbb templomnál a téli napfordulón kelő vagy nyugvó nap pontosan merőlegesen világította be a fő folyosót. A Ġgantija esetében számításai szerint a nap pont a naduri templom mögött kel (december 21), a templom hossztengelye nem a láthatáron lévő napra mutat, hanem akkor kerül egy vonalba vele, amikor az teljes korongjával a szemközti domb fölé emelkedett.

## Újabb keletkezés-elmélet
Dmitri Bekh-Ivanov orosz geológus néhány éve felvetette, hogy Málta őskori építményei egy olyan időszakban keletkezhettek, amikor az addig víz alatti vagy víz közeli kőzetekből (agyagos tengeri üledék) álló lapos szigetek egy tektonikai katasztrófa miatt szinte egyik napról a másikra emelkedtek mai helyükre. A felszínen kiszáradó egykori tengeri üledékből keletkeztek a ma "korallmészkőnek" nevezett kőzetek, megőrizve az elköltöző embereknek az ezekbe vágott nyomait, amiket ma keréknyomokként ismerünk. Ugyanezzel magyarázza a templomok készítését is: a kérget képező felszínen az emberek körbevágtak egy-egy kéregdarabot, majd alányúlva egyszerűen felemelték álló helyzetbe. Így készülhettek a templomok hatalmas kövekből álló külső falai. Ha helyben elfogyott az építőanyag, távolabbról már csak kisebb tömböket hoztak a felső sorokhoz. Az alatta még mindig puha agyagból könnyen elkészíthették a rejtélyes torbát (mesterséges kő, amelyet a padlózathoz használtak) is, csak apróbb köveket kellett keverni az agyagba, és elsimítani.

## Megközelítése
Autóval Rabat és Xewkija felől megközelíthető, az 8 September Roadról kell lekanyarodni a táblákat követve. A 307-es busszal is eljuthatunk ide a rabati buszállomásról.